# Chlanidota pilosa
Chlanidota pilosa is een slakkensoort uit de familie van de Buccinidae. De wetenschappelijke naam van de soort is voor het eerst geldig gepubliceerd in 1951 door Powell.